# Ottawska konvencija
Ottawski sporazum odnosno Ottawska konvencija je konvencija o zabrani uporabe, stvaranja zaliha, proizvodnje i prijenosa protupješačkih mina i o njihovom uništenju.

## Povijest
Zajednički stav prema protupješačkim minama prvi put se pokušalo definirati Protokolom II globalne Konvencije o konvencionalnom naoružanju (CCW). Kako nije u potpunosti zadovoljio sve zemlje potpisnice, 1996. i 1997. pristupilo se intenzivnim pregovorima o konvenciji o potpunoj zabrani protupješačkih mina. Izvjestan broj zemalja usprotivio se toj inicijativi jer su bile na stajalištu da su protupješačke mine legitimno sredstvo obrane. Naposljetku je u prosincu 1997. 121 zemlja potpisala ovu konvenciju u Ottawi.
Sve su se zemlje potpisnice obvezale uništiti sve zalihe protupješačkih mina najkasnije 4 godine nakon stupanja Konvencije na snagu, a minska polja u roku od 10 godina. Ako to nije moguće, zemlje mogu zatražiti produžetak tog roka. Izuzetak predstavlja određena količina mina koja preostaje za potrebe obuke. Sve su se zemlje potpisnice obvezale podnijeti inicijalno izvješće o svojim zalihama, postrojenjima za proizvodnju i minskim poljima, pa potom godišnja izvješća o nacionalnim provedbenim mjerama, a trenutačno je 141 zemlja ratificirala Konvenciju.
U okviru provedbe Ottawske konvencije nije ustrojen verifikacijski režim kao u nekim drugim konvencijama već samo sustav pojašnjenja pri utvrđivanju poštovanja odredbi. Svaka zemlja stranka može preko glavnog tajnika UN tražiti pojašnjenje od neke druge zemlje po spornim pitanjima provedbe Konvencije u toj zemlji. Ako u roku od 28 dana ne dobije odgovor ili dobije nezadovoljavajući, to pitanje se može raspraviti na sastanku zemalja stranaka. Naposljetku, na sastanku se može ovlastiti glavni tajnik da pošalje misiju za utvrđivanje činjenica. Ona se sastoji od inspektora-eksperata s popisa kojeg posjeduje glavni tajnik. Republika Hrvatska ima tri dodijeljena mjesta za inspektore koji će sudjelovati u misijama utvrđivanja činjenica.
Do veljace 2012. godine su 161 zemlje potpisale i ratificirale sporazum. 35 Zemalja još nisu potpisali konvenciju između ostalog Indije, Irana, Izraela, Pakistana, Rusije i SAD.

## Hrvatska uloga
RH je aktivno sudjelovala u pripremama za sazivanje Ottawske konvencije, a istu je ratificirala 1998. Svoje obveze ispunila je uništenjem uskladištenih protupješačkih mina u tri faze, a zaključno 2002. godine. Ukupno je uništeno 199.000 uskladištenih mina, a završna faza uništenja, u organizaciji HVS-a, obavljena je na poligonu “Crvena zemlja” blizu Knina, uz nazočnost međunarodnih promatrača. Sukladno odredbama Konvencije, u RH je zadržano 6,5 tisuća mina za potrebe obuke. Nacionalnim planom razminiravanja određuje se u potpunosti očistiti RH od protupješačkih mina do kraja 2010. godine.
Obveza je HVS-a, sukladno odredbama Konvencije i propisanom formatu, pripremiti Nacrt Nacionalnog godišnjeg izvješća koji se potom dostavlja na odobrenje ministru obrane.